# Амиртей I
Амиртей I (егип. Амун-ар-дэ-су, Амен-ер-те-с, др.-греч. Аменирдис) — номарх V нижнеегипетского нома (септа) с центром в городе Саис около 462—449 годах до н. э., один из предводителей антиперсидского восстания в Египте против царя Артаксеркса I.
Около 461 года до н. э. египтяне, воспользовавшись смутами в государстве Ахеменидов, подняли восстание и провозгласили независимость от Артаксеркса I. На стороне восставших выступили воевавшие с персами афинские войска. Восстание началось в приграничной области на западе Нижнего Египта в среде ливийских военных. Восстание возглавили ливийский военачальник И-на-х-рау (Инар), сын Псамметиха, и саисский номарх Амен-ер-те-с (Амиртей). Вскоре персы были изгнаны из всего Низовья и повстанцы провозгласили И-на-х-рау (Инара) фараоном Египта. На стороне египтян выступили также войска Кирены и Кипра.
Вскоре антиперсидские силы осадили и практически заняли Мемфис. Свежие персидские войска подступили к городу. Противостояние длилось более года. В итоге раненый в И-на-х-рау (Инар) был взят персидскими войсками в плен, отправлен в Персию и там распят на кресте.
Руководство восстанием перешло к Амун-ар-дэ-су (Амиртею I), засевшему в Низовье. Он вновь обратился за помощью к грекам и полководец Кимон выделил ему в помощь шестьдесят боевых судов. Корабли двинулись в Египет, но узнав о смерти Кимона (449 год до н. э.), повернули обратно.
Амиртей потерпел поражение, его дальнейшая судьба неизвестна. Однако персам не удалось полностью подавить сопротивление египтян и Артаксеркс I вынужден был признать власть наследников И-на-х-рау (Инара) (Танниру) и Амиртея I (Паусире) в их отцовских владениях под верховным главенством персидского царя. К концу века сын номарха Па-усире Амиртей II окончательно вытеснил персов из Египта и стал фараоном.